# マリジュン
『マリジュン』は、桜井明子による日本の漫画作品。1999年の『なかよし』（講談社）増刊『ふゆやすみランド』に掲載後、『なかよし』本誌にて1999年3月号から同年8月号まで連載。また、同年の同誌増刊『はるやすみランド』に番外編が掲載された。

## 書誌情報
- 桜井明子 『マリジュン』 講談社〈講談社コミックスなかよし〉、1999年11月5日第1刷発行、ISBN 4-06-178926-0
  - 本編および増刊に掲載された番外編と、読み切り作品「ペッパーベイブ」が収録されている。